# Tal Hotel (Tel Awiw)
Tal Hotel – trzygwiazdkowy hotel w Tel Awiwie, w Izraelu.
Hotel jest usytuowany przy nadmorskiej ulicy HaYarkon w osiedlu Cafon Jaszan w Tel Awiwie. Rozciąga się stąd widok na Morze Śródziemne.

## Pokoje i apartamenty
Hotel dysponuje 120 pokojami hotelowymi i apartamentami. Każdy pokój wyposażony jest w klimatyzację, biurko, minibarek, sejf, automatyczną sekretarkę, dostęp do Internetu, telefon z linią bezpośrednią, telewizję kablową z możliwością wypożyczania filmów, radio, łazienkę do użytku prywatnego, czajnik do kawy/herbaty i otwierane okna z roletami światłoszczelnymi. Dostępne są łóżeczka dziecięce i łóżka-dostawki. W hotelu nie wolno palić.
Hotel świadczy dodatkowe usługi w zakresie: bezpłatnych śniadań, personelu wielojęzycznego, organizowaniu imprez okolicznościowych i wesel, pomocy w organizowaniu wycieczek, pralni, sejfu w recepcji i transportu z lotniska. Dla ułatwienia komunikacji w budynku jest winda.

## Inne udogodnienia
Znajduje się tutaj sala konferencyjna z zapleczem do obsługi zorganizowanych grup. W hotelu jest parking, restauracja, kawiarnia, sala bankietowa, sklep z pamiątkami oraz kiosk.

## Dane techniczne
Budynek ma 10 kondygnacji i wysokość 37 metrów.
Wieżowiec wybudowano w stylu modernistycznym. Wzniesiono go z betonu. Elewacja jest w kolorze białym.